# Aérodrome de Coulommiers - Voisins
L’aérodrome de Coulommiers - Voisins (code OACI : LFPK) est un aérodrome situé à proximité des communes françaises de Coulommiers (à 5 km au nord-ouest), de Mouroux, et du hameau de Voisins, en Seine-et-Marne, et se situe également à 55 km à l'est de Paris. Il est mis en service au début des années 1930.

## Situation
| \| 20 km1:401 000 \| Beynes - Thiverval Chavenay - Villepreux Chelles Coulommiers Fontenay-Trésigny La Ferté-Alais Lognes-Émerainville Mantes - Chérence Meaux - Esbly Melun-Villaroche Moret - Épisy Nangis Les Loges Saint-Cyr-l'É. Les Mureaux Étampes Charles-de-Gaulle Le Bourget Orly Pontoise - Cormeilles-en-V. Paris-Saclay-Versailles Issy-les-M. Villacoublay |
| 20 km1:401 000 |

## Histoire

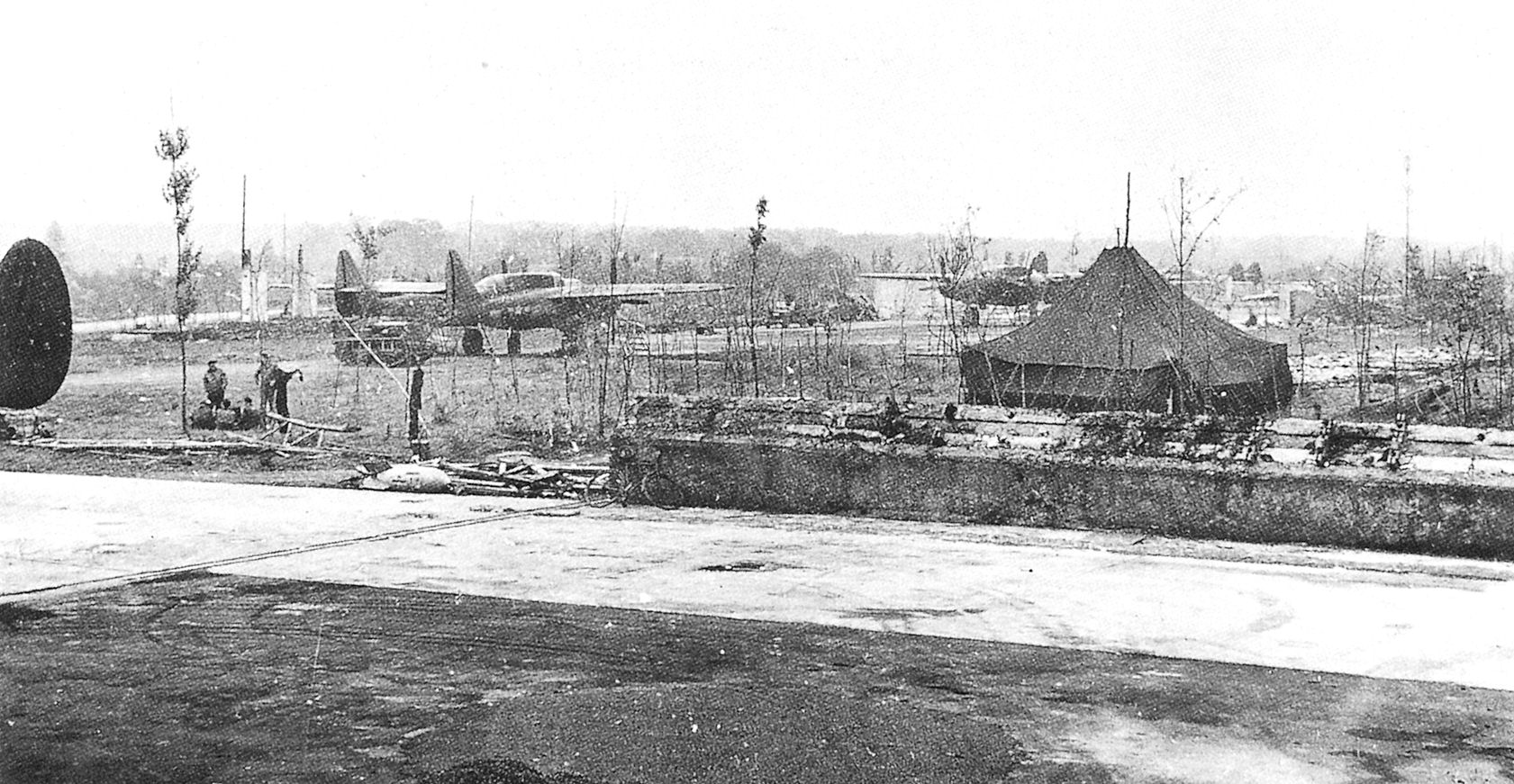
P-61 du 425th Night Fighter Squadron de l'USAAF à Coulommiers

L’aérodrome de Coulommiers est fondé en 1938 pour que l'armée de l'air française s'y établisse. Il possède également un lien avec la Première Guerre mondiale,.
Durant la Seconde Guerre mondiale, le lundi 20 mai 1940 en fin d’après-midi, une unité de 25 avions du groupe de chasse GC III/6 arrivant de Chissey-sur-Loue dans le Jura, atterrissent sur l’aérodrome de Coulommiers - Voisins. Cette unité est suivie de près par deux Bloch MB.220 d’Air France conduisant les trente mécaniciens du groupe vers leur nouvelle base aérienne de Seine-et-Marne. De retour d’une mission sur l’Aisne le 9 juin, les appareils du GC III/7 se posent sur la piste de Coulommiers vers 15 h. L'aérodrome fut autrefois occupé par les Allemands qui construisirent deux pistes sécantes de respectivement 1 825 et 2 000 mètres de longueur et 80 mètres de largeur. Le terrain est par la suite donné aux autorités françaises en novembre 1945, et des décisions[Lesquelles ?] sont prises dès janvier 1946 pour les besoins de l'aviation légère et du transport aérien.
Le 14 juin 1948, un avion SNCASE SE.161 Languedoc d'Air France prend feu pendant le ravitaillement en carburant sur l'aérodrome, sans faire de victimes.
En 2012, Éric Magistrello, un promoteur français, projette de racheter l'aérodrome. Il explique vouloir que « ses clients puissent se poser à Coulommiers avec leur jet privé. » Il désire donc transformer l'aérodrome de Coulommiers - Voisins, destiné à l'aviation légère de loisirs, en un « aérodrome d'affaires ». Ce projet ne s'est pas réalisé et n'est plus à l'ordre du jour.